# روز و شب در جنگل
روز و شب در جنگل (به بنگالی: Aranyer Din Ratri) فیلمی محصول سال ۱۹۷۰ و به کارگردانی ساتیاجیت رای است. در این فیلم بازیگرانی همچون سومیترا چاترجی، سوبهندو چاترجی، رابی غوش، آپارنا سن، شارمیلا تاگور، سیمی گریوال ایفای نقش کرده‌اند.